# 丁良佐
丁良佐（?—?），字紹堂，贵州修文人，清政治人物，同進士出身。
光緒二十一年（1895年）乙未科進士，三甲一百六十二名，同年五月，著交吏部掣签分发各省，以知县即用。后官廣西賀縣知縣。